# Сан-Мартіно-дель-Лаго
Сан-Мартіно-дель-Лаго, Сан-Мартіно-дель-Лаґо (італ. San Martino del Lago) — муніципалітет в Італії, у регіоні Ломбардія,  провінція Кремона.
Сан-Мартіно-дель-Лаго розташований на відстані близько 400 км на північний захід від Рима, 100 км на південний схід від Мілана, 24 км на схід від Кремони.
Населення — 443 особи (2014).

## Демографія
Населення за роками:

Станом на 1 січня 2023 року в муніципалітеті офіційно проживало 40 іноземців з 12 країн, серед них 10 громадян країн Євросоюзу та 1 громадянин України.

## Сусідні муніципалітети
- Ка'-д'Андреа
- Чинджа-де'-Ботті
- Скандолара-Равара
- Солароло-Райнеріо
- Вольтідо